# Термогалінна циркуляція

Термогалінна циркуляція Світового океану

Термогалінна циркуляція — перемішування океанічних вод за глибиною. Термін термогалінна походить від термо — тепло і англ. haline — солоність.
Термогалінна циркуляція (ТХЦ) відбувається за рахунок зміни температури води та зміни її солоності. Найбільший внесок у ТХЦ мають термічні процеси. Солоність збільшується у поверхневому шарі води океану за рахунок випаровування. Зменшення солоності води відбувається в окремих частинах океану внаслідок випадання опадів та виносу прісної води річками. Також зменшує солоність танення льодовиків Гренландського чи Антарктичного льоду.
Зміна густини поверхневих вод за рахунок дії архімедових сил приводить до опускання або піднімання води, це є основною причиною термогалінної циркуляції.
У високих широтах поверхнева вода має низьку температуру і високу солоність, тому її густина висока і вона може опускатися до великих глибин.
Вітрові поверхневі течії (такі як Гольфстрим) переміщують води з екваторіальної частини Атлантичного океану на північ. Ці води з часом охолоджуються і в підсумку за рахунок збільшеної щільності занурюються на дно (формуючи Північноатлантичну глибинну водну масу). Щільні води на глибинах переміщаються в бік, протилежний напрямку руху вітрових течій. Хоча більша їх частина піднімається назад до поверхні в районі Південного океану, найстаріші з них (з транзитним часом близько 1600 років) піднімаються у північній частині Тихого океану (Primeau, 2005). Таким чином, між океанськими басейнами існує постійне перемішування, яке зменшує різницю між ними і об'єднує океани Землі в глобальну систему. Під час руху водні маси постійно переміщують як енергію (в формі тепла), так і речовину (частки, розчинені речовини і гази), тому термогалінна циркуляція істотно впливає на клімат Землі.
Термогалінну циркуляцію часто називають океанічним конвеєром (англ. ocean conveyor belt).